# Đôn Châu
Đôn Châu là một xã thuộc tỉnh Vĩnh Long, Việt Nam.

## Địa lý
Xã Đôn Châu có vị trí địa lý:
- Phía đông giáp xã Ngũ Lạc
- Phía tây giáp xã Hàm Giang và Đại An.
- Phía nam giáp xã Long Vĩnh.
- Phía bắc giáp xã Long Hiệp.

Xã Đôn Châu có diện tích 58,93 km², dân số năm 2025 là 32.050 người, mật độ dân số đạt 543 người/km²

## Hành chính
Xã Đôn Châu được chia thành 10 ấp: Ba Sát, Bà Nhì, Bào Môn, La Bang Chợ, La Bang Chùa, La Bang Kinh, Mồ Côi, Sa Văng, Tà Rom A, Tà Rom B.

## Lịch sử
Trước đây, xã Đôn Châu thuộc huyện Trà Cú.
Ngày 15 tháng 9 năm 1981, Hội đồng Bộ trưởng ban hành Quyết định số 69-HĐBT. Theo đó, chia xã Đôn Châu thành hai xã Đôn Châu và Đôn Xuân.
Ngày 15 tháng 5 năm 2015, Ủy ban thường vụ Quốc hội ban hành Nghị quyết số 934/NQ-UBTVQH13 về việc điều chỉnh toàn bộ 3.128,81 ha diện tích tự nhiên và 12.667 người của xã Đôn Châu thuộc huyện Trà Cú về huyện Duyên Hải quản lý.
Ngày 15 tháng 10 năm 2019, Hội đồng Nhân dân tỉnh Trà Vinh ban hành Nghị quyết 157/NQ-HĐND về việc sáp nhập nhập ấp Cóc Lách vào ấp Sa Văng.
Ngày 16 tháng 6 năm 2025, Ủy ban Thường vụ Quốc hội ban hành Nghị quyết số 1687/NQ-UBTVQH15 về việc sắp xếp các đơn vị hành chính cấp xã của tỉnh Vĩnh Long năm 2025. Theo đó, sắp xếp toàn bộ diện tích tự nhiên, quy mô dân số của xã Đôn Châu và Đôn Xuân thành xã mới có tên gọi là xã Đôn Châu.
Sau khi sáp nhập, xã Đôn Châu có 58,93 km² diện tích tự nhiên và dân số 32.050 người.